# Françoise Nuñezová
Françoise Nuñezová (nepřechýleně Françoise Nuñez; 1957 Toulouse – 23. prosince 2021 Marseille) byla francouzská fotografka.

## Životopis
Nuñezová se narodila v Toulouse v roce 1957 a pocházela ze španělské rodiny Núñezových. Svou kariéru fotografky začala v roce 1975 poté, co se naučila černobílý tisk v ateliéru Jeana Dieuzaidea. Dieuzaide ji představil Bernardu Plossuvi, za kterého se provdala v roce 1986 a měla s ním dvě děti, Joaquima a Manuelu. Za svou prací pravidelně cestovala do Indie, Etiopie, Jižní Ameriky a Japonska. Zastupovala ji Galerie Camera Obscura v Paříži.
Nuñezová zemřela v Marseille dne 23. prosince 2021 ve věku 64 let.

## Publikace
- Ports (1994)
- L’Inde jour et nuit (2004)
- Mu-jô, Une invitation à Nara (2010)
- Nous avons fait un très beau voyage (2010)
- Ensemble (2010)
- À Valaparaiso (2012)
- Kalari (2015)
- De Djibouti à Addis, 1980 (2018)

## Výstavy
- „Flamenco“, Galerie Le Lac Gelé (Nîmes, 2013)[6]
- „Caravanes“, Atelier du Midi (Arles, 2013)[7]
- „Voyage(s)“, Le Château d'eau – pôle photographique de Toulouse (Toulouse, 2015)[8][9]
- „Juntos“, Národní muzeum výtvarného umění (Buenos Aires, 2015)[10]
- „Étonnantes affinités“, Couvent des Jacobins (Toulouse, 2015)[3]
- „Voyages extraordinaires“, Festival du Regard (Cergy, 2020)
- „Modus Vivendi“, Librairie et galerie Ombres Blanches (Toulouse, 2021)[2]
- „Éthiopie (1980–2012)“, Flaran Abbey (Valence-sur-Baïse, 2021)
- „Valparaiso“, Galerie Territoires Partagés (Marseille, 2021)[11]